# Governador Archer
Governador Archer là một đô thị thuộc bang Maranhão, Brasil. Đô thị này có diện tích 435,731 km², dân số năm 2007 là 10075 người, mật độ 23,12 người/km².